# 금유출
금유출(金流出)은 한 나라가 보유하고 있는 준비금이 국제거래의 결제나 부채상환 등이 해외로부터의 수취분을 초과하고 있어 그것이 해외로 유출되는 것을 말한다. 즉 국제수지가 출초인 한 언젠가는 반드시 금 유출이 일어난다. 세계적으로 금본위제가 채택되고 있었을 때는 한 나라의 외환시세가 금 평가에 금 수송비를 더한 금 현송점을 초과했을 때에 금 유출이 일어났다.